# Félix Suray
Felix Suray est un footballeur français né le 27 mars 1937 à Sainte-Anne en Guadeloupe, évoluant au poste de milieu de terrain.

## Biographie
Il commence sa carrière en 1961 au FC Nantes, et finit la saison au FC Challans. 
Il enchaîne ensuite deux saisons à La Berrichonne de Châteauroux de 1962 à 1964, puis passe six saisons au Limoges FC de 1964 à 1970. Avec Limoges, il est quart de finaliste de la Coupe de France en 1970. 
Il termine sa carrière par trois saisons, de 1970 à 1973, au Stade quimpérois.
Il dispute un total de 230 matchs en Division 2, inscrivant six buts.